# ダッソー ファルコン 900

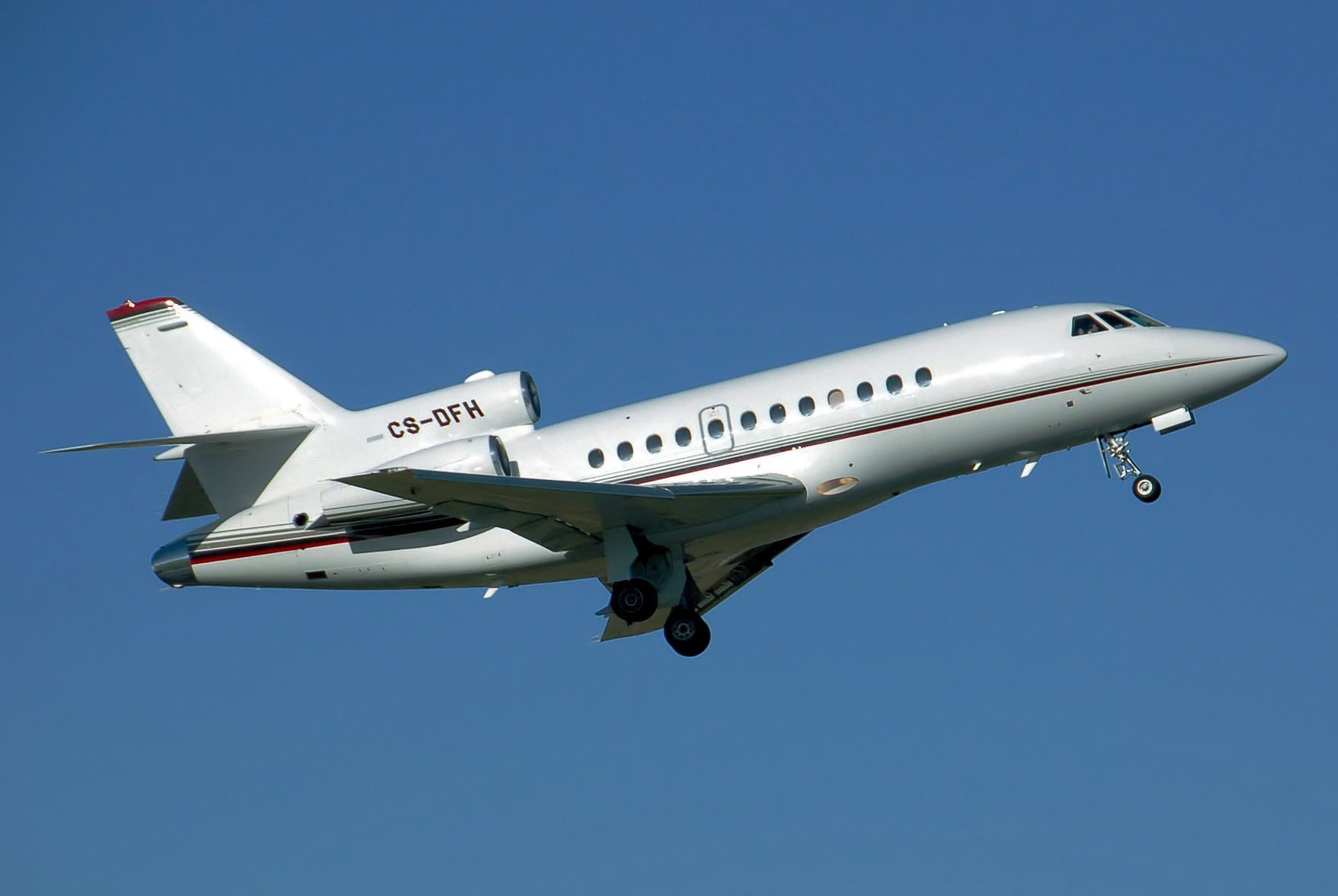
ファルコン 900

ダッソー ファルコン 900(Dassault Falcon 900)は、フランスのダッソー社が生産・販売しているダッソー ファルコンシリーズのビジネスジェット機である。ファルコン 50の拡大・改良型で三発エンジン機である。

## 概要
ファルコン 50より胴体径を増し、最大乗客数を19名と大幅に増加させている。それに伴い主翼の拡大、エンジンの換装が施されたことで、航続距離も伸びている。エンジンの配置など機体の基本構造は変わらず、胴体尾部にジェットエンジン3発を集中して装備し、24度30分の後退角を持つ後退翼の主翼を低翼配置している。マッハ0.84の高速巡航が可能。
1983年のパリ・エアショーで開発がアナウンスされ、1984年9月21日に初飛行した。改良型として主にエンジンを強化した派生型も複数開発された。総生産数は500機以上、VIP輸送機としての用途が多いが、1989年に日本の海上保安庁がレーダー装備型を捜索・救難用に2機購入し、2020年まで運用していた。
その後もエンジン換装やアビオニクスの近代化といった改良が施され、現在でも最新型のファルコン 900LXが販売中である。また、更なる発展型としてファルコン 7Xが開発されている。

## 各型
ファルコン 900
初期型。TFE731-5AR-1Cエンジン搭載。
ファルコン 900MSA
日本の海上保安庁向け。洋上捜索機。
ファルコン 900B
TFE731-5BR-1Cエンジン搭載。1991年生産開始。
ファルコン 900EX
航続距離8,340kmの長距離型。グラスコックピットを採用し、TFE731-60エンジン搭載。1996年引き渡し開始。
ファルコン 900C
900Bのアビオニクス改良型。2000年引き渡し開始。
ファルコン 900DX
中距離型。TFE731-60エンジン搭載。
ファルコン 900LX
900EXにウィングレットを装備し、航続距離を8,800kmに延長した型。

## 採用国(軍/政府機関)
アラブ首長国連邦
- アラブ首長国連邦空軍

 オーストラリア
- オーストラリア空軍

 ベルギー
- ベルギー空軍

 ボリビア
- ボリビア空軍

 ドイツ
- 連邦情報局

 アルジェリア
- アルジェリア空軍

 スペイン
- スペイン空軍

 フランス
- フランス空軍 - 2024年時点で、3機のファルコン900を保有[3]。

 ガボン
- ガボン空軍 - 2024年時点で、1機のファルコン900を保有[4]。

 ガーナ
- ガーナ空軍 - 2024年時点で、1機のファルコン900EXを保有[5]。

 ギリシャ
- ギリシャ政府

 イタリア
- イタリア空軍

 日本
- 海上保安庁

 マレーシア
- マレーシア空軍

 マラウイ
- マラウイ空軍

 ナミビア
- ナミビア空軍

 ナイジェリア
- ナイジェリア空軍

 カタール
- カタール空軍 - 2023年時点で2機を保有[6]。

 ロシア
- ロシア連邦大統領

 シリア
- シリア空軍

 イギリス
- イギリス空軍（900LX）[7]

 ベネズエラ
- ベネズエラ空軍

 南アフリカ共和国
- 南アフリカ空軍 - 2023年時点で1機を保有している[8]。

## 要目（ファルコン 900B）
- 全長：20.21m
- 全幅：19.33m
- 全高：7.55m
- 自重：10.5t
- エンジン：ハネウェル TFE731-5BR-1C ターボファンエンジン（推力 2.1t） 3基
- 航続距離：約7,400km
- 最大巡航速度：927km/h
- 乗員：2名
- 乗客：最大19名

## 登場作品
『ガメラ 大怪獣空中決戦』
海上保安庁所属機「LAJ570 おおたか1号」が登場。冒頭にて、架空のプルトニウム輸送船「海竜丸」が座礁したことを受け、特殊救難隊を現場まで輸送する。